# Miguel Ángel Ochoa Brun
Miguel Ángel Ochoa Brun (Madrid, 21 d'abril de 1931) és un diplomàtic i historiador espanyol, membre de la Reial Acadèmia de la Història.

## Biografia
És llicenciat en Dret per la Universitat de Madrid. El 1961 va ingressar en la carrera diplomàtica, i va ocupar diversos càrrecs diplomàtics a les ambaixades i consolats de Múnic, Hannover, Alger, Roma i Viena. De 1985 a 1991 fou director de l'Escola Diplomàtica Espanyola i president de l'Associació Cultural Hispano-Hel·lènica. De 1991 a 1996 va ser ambaixador d'Espanya a Àustria, amb acreditació d'ambaixador per a Eslovènia i Bòsnia i Hercegovina, que aleshores no tenien ambaixada.
Com a historiador les seves recerques s'han centrat en la diplomàcia espanyola dels segles xvi i xvii. En 2001 fou escollit acadèmic de la Reial Acadèmia de la Història i va ingressar el 2002 amb el discurs Embajadas rivales. La presencia diplomática de España en Italia durante la Guerra de Sucesión

## Guardons
- Gran Creu de l'Orde d'Isabel la Catòlica
- Gran Creu de l'Orde del Mèrit de la República d'Àustria
- Comanador de l'Orde del Mèrit Civil
- Comanador de l'Orde de Sant Gregori el Gran
- Comanador del Mèrit Melitenc de l'Orde de Malta
- Creu d'honor de primera classe de la Medalla de les Ciències i les Arts d'Àustria

## Obres
- Embajadas y embajadores en la historia de España, Aguilar, 2002. ISBN 84-03-09293-8
- España y las islas griegas: una visión histórica, Ministerio de Asuntos Exteriores, 2001. ISBN 84-95265-24-9
- Historia de la diplomacia española, Ministerio de Asuntos Exteriores, 1995. ISBN 84-87661-48-3